# Underwood Dudley
Pour les articles homonymes, voir Dudley.
Underwood Dudley, né le 6 janvier 1937 à New York, est un mathématicien, anciennement de l'université DePauw en Indiana aux États-Unis, qui a écrit plusieurs livres et articles, mais qui est mieux connu pour ses livres populaires. En particulier, il s'est fait connaître pour ses livres sur les pseudo-mathématiciens (en) obsédés (cranks en anglais) : des gens qui croient avoir résolu la quadrature du cercle ou autres problèmes impossibles.  Les prétentions de ce genre sont ignorées par la plupart des mathématiciens, mais Dudley les a recueillies et analysées en les considérant comme faisant partie du folklore des mathématiques.

## Carrière
Dudley est né à New York.  Il a reçu son baccalauréat et sa maîtrise du Carnegie Institute of Technology et un doctorat de l'université du Michigan.  Sa carrière académique a comporté deux ans à l'université d'État de l'Ohio puis trente-sept ans à l'université DePauw, de laquelle il a pris sa retraite en 2004. Il a été l'éditeur du College Mathematics Journal et du Pi Mu Epsilon (en) Journal, et a été conférencier pour la MAA pendant deux ans.

## Pseudo-mathématiciens
Parmi les livres qu'il a consacrés aux pseudo-mathématiciens, qui alternent entre l'appréciation et l'exaspération face à ces obsédés, on trouve The Trisectors  (ISBN 0883855143), Mathematical Cranks  (ISBN 0883855070) et Numerology: Or, What Pythagoras Wrought  (ISBN 0883855240).  Ces œuvres lui ont valu de remporter le Trevor Evans Award de la Mathematical Association of America (MAA) en 1996.  Dudley a aussi écrit et édité des ouvrages mathématiques conventionnels tels que Readings for Calculus (MAA, 1993  (ISBN 0-88385-087-7)) et Elementary Number Theory (W. H. Freeman, 1978  (ISBN 0-7167-0076-X)).
En 1995, Dudley (parmi d'autres) a été poursuivi par William Dilworth pour diffamation parce qu'il a inclus une analyse de la « correction à la théorie des ensembles » de Dilworth dans le livre Mathematical Cranks. Cette « correction » tentait de réfuter l'argument de la diagonale de Cantor.  La poursuite a été rejetée en 1996, le qualificatif de crank étant estimé, en l'occurrence, non diffamatoire.